# Eastern Airlines (2019)
Eastern Airlines (ehemals Dynamic Airways) ist eine amerikanische Fluggesellschaft.

## Geschichte

### Dynamic Airways
Die Fluggesellschaft wurde 2010 als Dynamic Airways gegründet, bot zunächst ausschließlich Charterflüge an und flog weltweit im Auftrag von anderen Fluggesellschaften (Wetlease). Nachdem 2013 Eigentümer und Management wechselten, wurden ab November 2014 auch Linienflüge zunächst von New York nach Georgetown, Guyana angeboten, später waren Flüge nach Brasilien und Kanada geplant. Im Juli 2017 meldete Dynamic Airways Insolvenz nach Chapter 11 an. Grund dafür waren Rechtsstreitigkeiten mit verschiedenen Unternehmen, darunter auch Air India.

### Eastern Airlines
Die Gesellschaft  wurde im Juni 2019 in Eastern Airlines umbenannt und neugestartet. Der Sitz wurde von Greensboro, North Carolina nach Wayne, Pennsylvania verlegt.
Im Mai 2023 wurde die geplante Übernahme der Fluggesellschaft Hillwood Airways bekannt geben. Im August 2023 wurde Hillwood Airways übernommen.

## Flotte

### Aktuelle Flotte
Mit Stand Mai 2025 besteht die Flotte der Eastern Airlines aus 6 Flugzeugen mit einem Durchschnittsalter von 30,3 Jahren:
| Flugzeugtyp      | Anzahl | bestellt | Anmerkung    | Sitzplätze   | Durchschnittsalter |
| ---------------- | ------ | -------- | ------------ | ------------ | ------------------ |
| Boeing 767-300ER | 4      |          | zwei inaktiv | 342 (30/212) | 34,1 Jahre         |
| Boeing 777-200   | 2      |          |              | 380 (-/380)  | 22,6 Jahre         |
| Gesamt           | 6      | –        |              |              | 30,3 Jahre         |

### Ehemalige Flugzeugtypen
In der Vergangenheit setzte Eastern Airlines bereits folgendem Flugzeugtypen ein:
- Boeing 767-200
- Boeing 777-300ER

### Ehemalige Flotte der Dynamic Airways
Mit Stand Januar 2017 bestand die Flotte der Dynamic Airways aus sieben Flugzeugen mit einem Durchschnittsalter von 28,1 Jahren:
| Flugzeugtyp      | Anzahl | Anmerkung    |
| ---------------- | ------ | ------------ |
| Boeing 767-200   | 2      | je 1 inaktiv |
| Boeing 767-200ER | 2      | je 1 inaktiv |
| Boeing 767-300ER | 3      | je 1 inaktiv |
| Gesamt           | 7      |              |

## Zwischenfälle
- Am 29. Oktober 2015 fing nach einem Treibstoffleck ein Triebwerk einer Boeing 767-269ER (N251MY) der Dynamic Airways am Flughafen Fort Lauderdale-Hollywood Feuer. Von den 110 Menschen an Bord wurden 14 verletzt, einer davon erlitt schwere Verbrennungen.[8][9][10]